# کرواسی در اتحاد با مجارستان
کرواسی در اتحاد با مجارستان (لاتین: Regnum Croatiae)، به دوره‌ای از تاریخ کرواسی گفته می‌شود که این پادشاهی در سال ۱۱۰۲ با پادشاهی مجارستان متحد شد که تا قرن ۱۶ و تا زمان حمله عثمانی به خاک اروپا و منطقه بالکان به حیات خود ادامه داد تا اینکه در سال ۱۵۲۶ در نبرد موهاچ فرو پاشید و جزئی از خاک امپراتوری اتریش-مجارستان شد.

## نگارخانه